# The Southern California Community Choir
The Southern California Community Choir, agrupación de góspel formada bajo la dirección del cantante y pianista James Cleveland. Es uno de los grupos más importantes en todo el mundo de su género.
Aparte de la temática totalmente religiosa, ha inspirado y participado con diversos artistas como Kansas, Elton John y Arlo Guthrie. Pero la colaboración más famosa de su carrera su el participar en el álbum de Aretha Franklin, Amazing Grace, grabado en directo en el New Temple Missionary Baptist Church de Los Ángeles. Este álbum es uno de los más vendidos en la historia del góspel. Se unieron a The Cornerstone Baptist Choir para grabar el tema de Elton John "Bite Your Lip (Get Up and Dance)". Consiguieron actuar en Jerusalén, actuación que fue filmada e incluida en el documental Gospel From the Holy Land.

## Discografía
| Año  | Título                     | Discográfica |
| ---- | -------------------------- | ------------ |
| 1990 | Give it to me              | Savoy        |
| 1990 | Give me a clean heart      | Savoy        |
| 1990 | I'll do his will           | Savoy        |
| 1990 | It's a new day             | Savoy        |
| 1993 | Let your glory be revealed | A&M          |

- Datos: Q7569709